# 空中客车A320系列

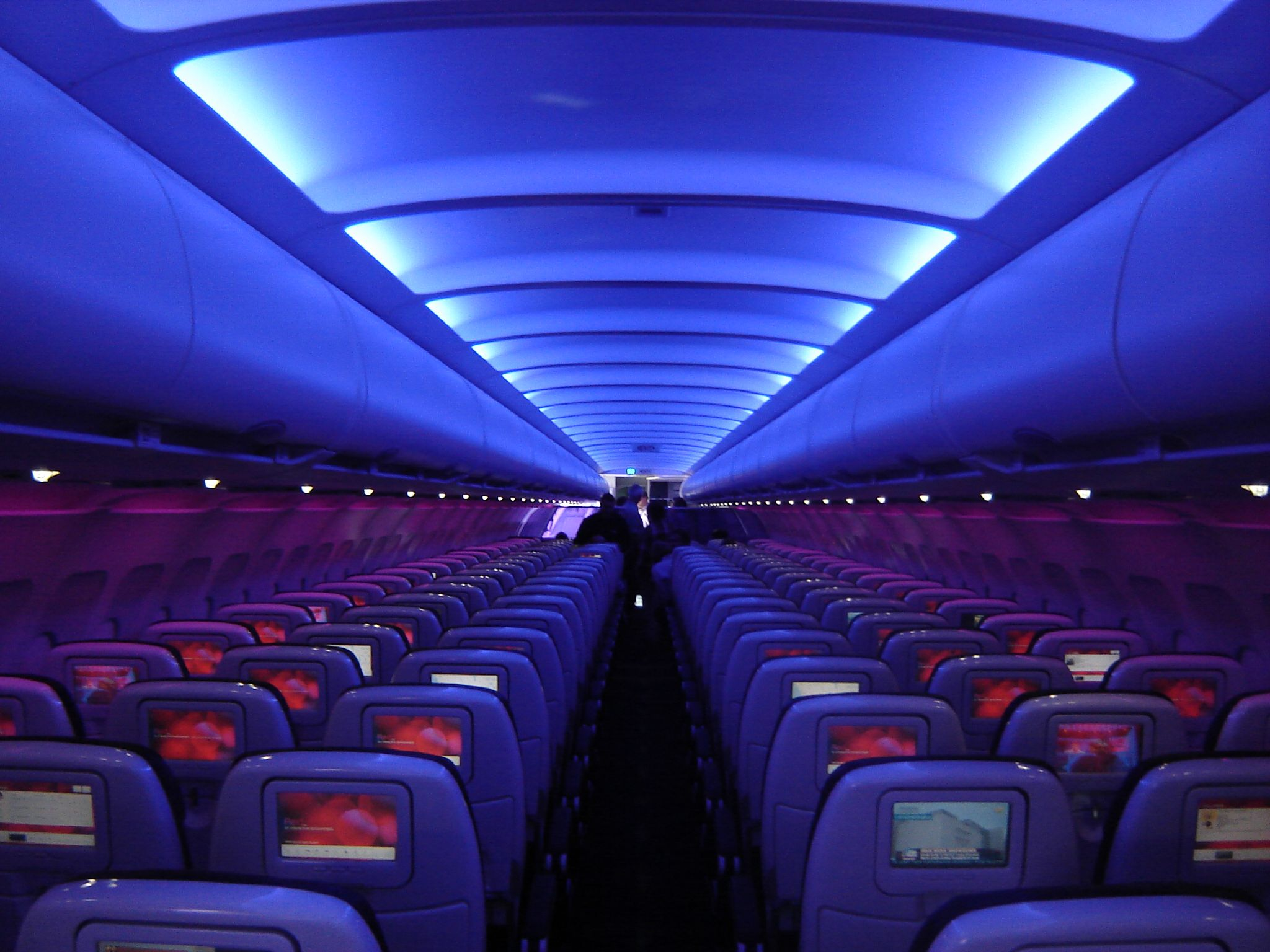
A320經濟艙

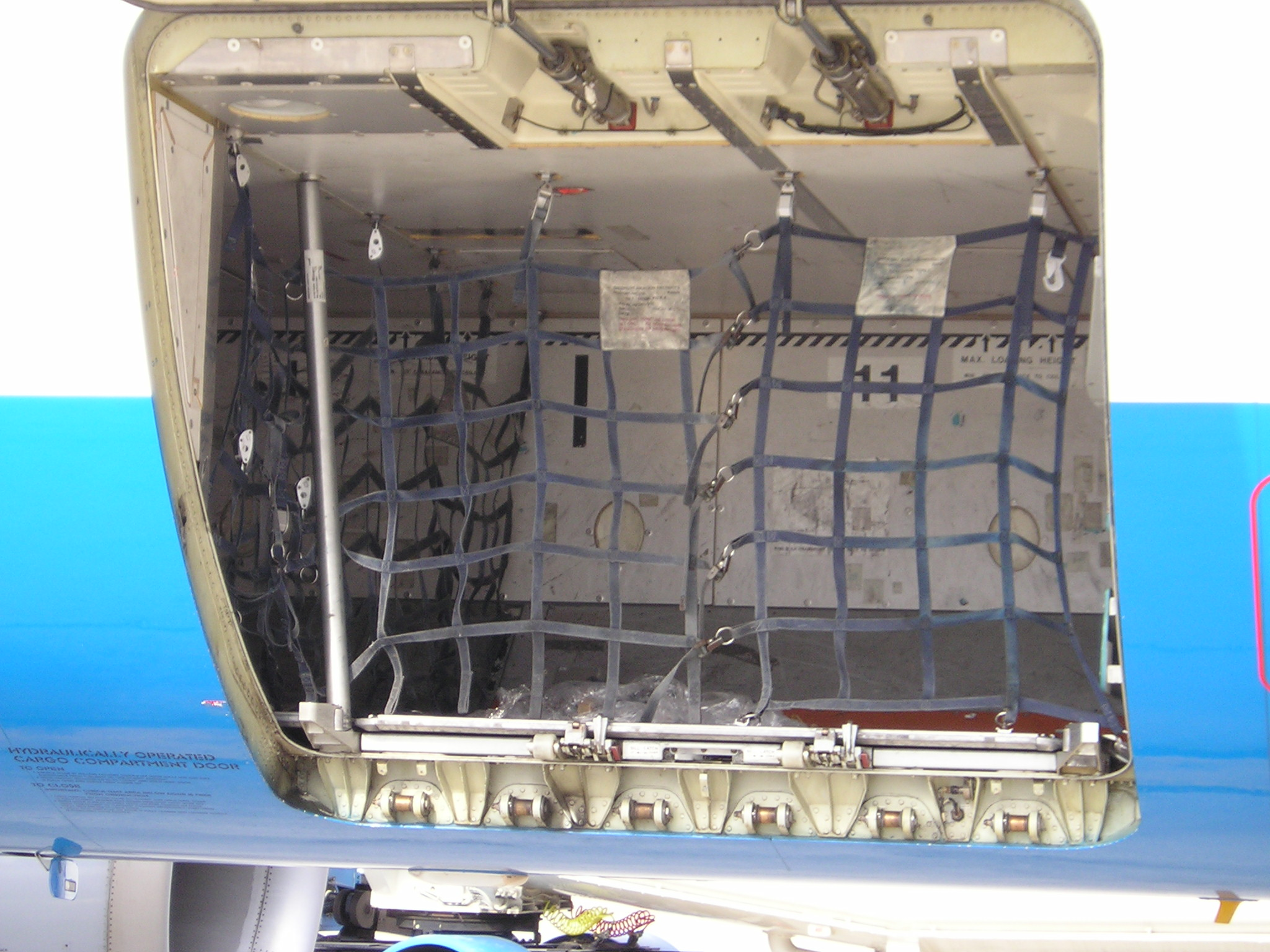
A320貨艙

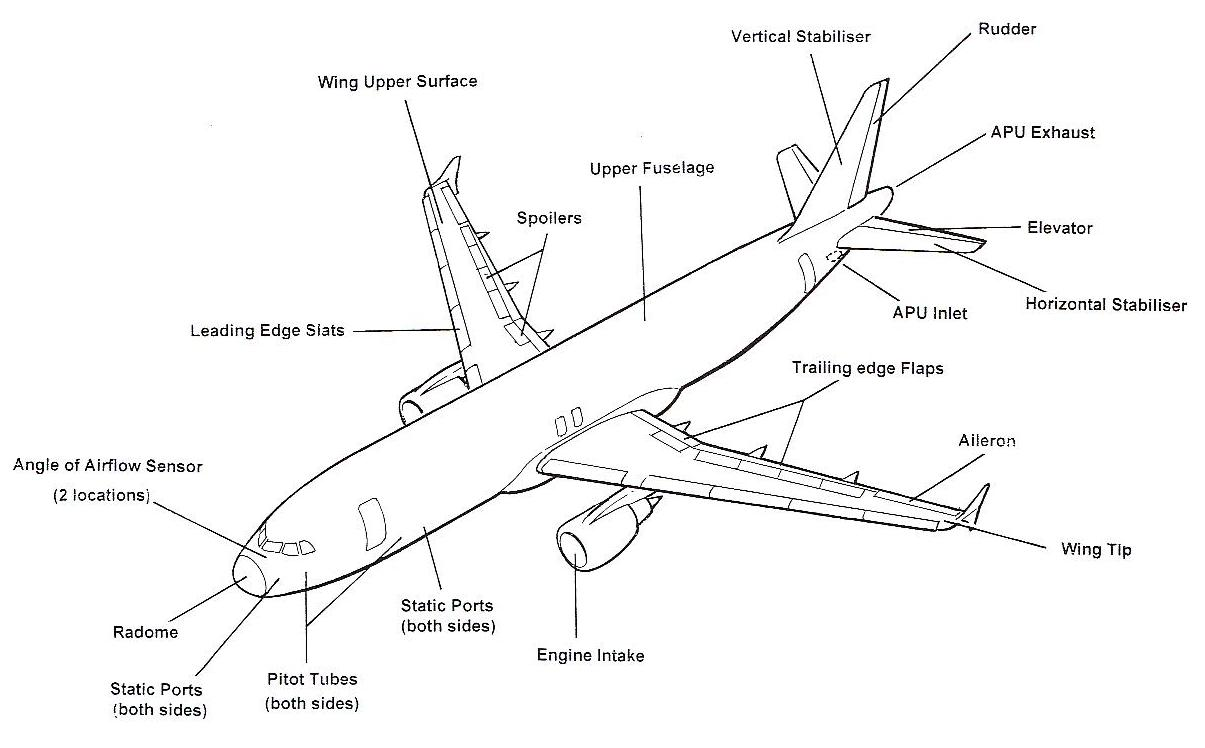
A320構造

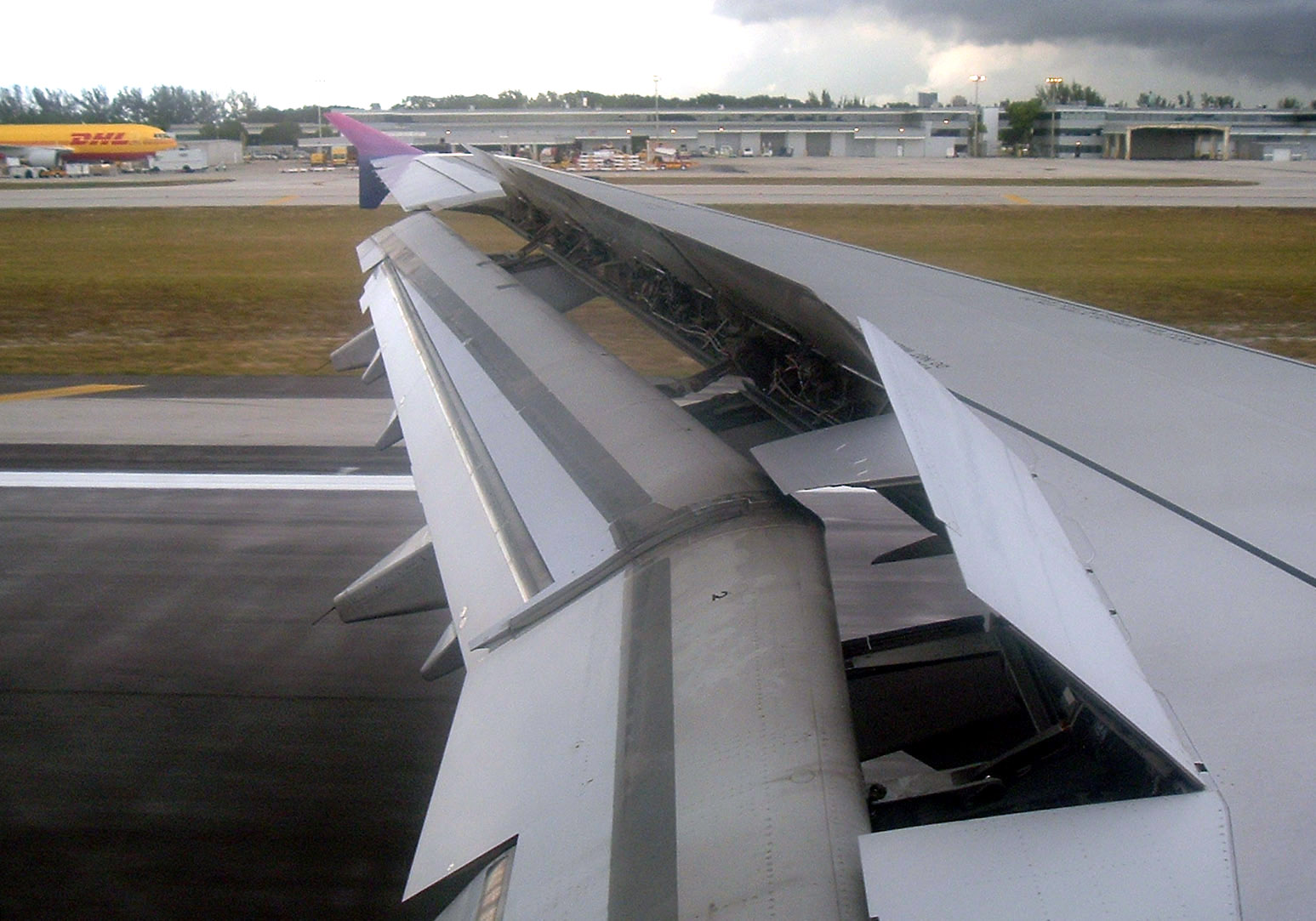
A320機翼

空中巴士A320系列（英語：Airbus A320 family）是空中巴士公司製造的一系列中短程雙引擎窄體客機，系列成員包括A318、A319、A320、A321及商務客機ACJ，是空中巴士最暢銷的產品。在A320neo系列推出後，A320系列又被稱為A320ceo（Current Engine Option，當前发动机选择）。
A320於1988年推出，是第一款使用數位線傳飛行控制系統的商用飛機。
2019年11月，A320的訂單數目（15,193架）超越波音737（15,136架），成為航空歷史上銷量最高的客機。截至2025年6月為止，A320客機的實際交付量（12,097架）領先於737（11,982架）。A320是現役數量最多的客機。

## 歷史
自推出A300起，空中巴士提出後續機型的開發與波音及道格拉斯競爭。在A300投入營運前，空中巴士的工程師曾提出九種可能的機型：A300B1~A300B9。1973年，空中巴士提出第十個機型A300B10，這個縮短機身的型號後來演變成A310。推出A310後，空中巴士將目光投向當時由波音737和道格拉斯DC-9主導的單通道飛機市場。
歐洲各大飛機製造商請求開發一款繼承BAC 1-11且能取代波音737-200和DC-9的機型。1977年6月，一個名為“歐洲聯合運輸”（Joint European Transport，JET）的計劃啟動。該計劃的目標是一款座位數介於130與188之間，使用兩個CFM56引擎，最高巡航速度0.84馬赫的飛機，被認為是A320的雛形。這個計劃後來轉往空中巴士，引出其1980年對單通道（Single Aisle，SA）計劃的研究。此時，空中巴士提出該計劃的三種機型：SA1、SA2和SA3，座位介於125與180之間，這三個計劃機型後來演變為A319、A320和A321。1981年2月，空客將之前的計劃改為A320計劃，且將研發重心放在SA2上。
A320家族第一個型號是A320-100，第一架於1987年2月14日出廠，2月22日首飛。次年3月26日，法國航空接收其第一架A320，成為A320的啟動用戶。空客從第22架開始生產帶有翼尖小翼的A320-200，一些舊的A320-100也被改造為帶翼尖小翼的A320-200特殊型號。1988年11月24日，空客提出A321計劃，該計劃最初被稱為加長A320、A320-500或A325。第一架A321於1993年3月11日首飛，該機裝有V2500引擎，同年5月另一架裝有CFM56-5B引擎的A321樣機首飛。漢莎航空和意大利航空是A321的起始用戶，二者分別訂購了20架和40架。1994年1月27日，漢莎航空第一架使用V2500-A5引擎的A321交付使用，同年3月22日，意大利航空接收其第一架使用CFM56-5B發動機的A321。而由SA1衍生而來的縮短型號A319於1995年8月25日首飛，1996年4月25日投入商業運營，A318則在2003年投入運營。
最初的法國航空A320在Habsheim航空展上墜毀，3名乘客死亡。雖然事故是由於機師對新型電傳操縱系統操作不當而引起的，但是調查顯示還有大量未解決的問題。瑞士的Institute of Police Forensic Evidence and Criminology事後進行調查時發現，飛行數據記錄器在墜毀後曾經被更換，令整個調查工作陷入僵局。
但是隨著飛機技術的成熟，那次事故的影響慢慢消退了，已經不會再對其優良的聲譽造成威脅。
2006年6月8日，中國發改委宣布，A320中國總裝廠選址在天津滨海新区，擁有空中巴士在歐洲以外的唯一一條飛機總裝線。
2009年5月18日，首架在中国组装的A320飞机在天津滨海国际机场首飞成功。
2020年10月9日，交付生產序號第10000(MSN 10000)架A320系列飛機(A321neo)給中東航空。
2020年10月30日，第500架在中國組裝的A320系列飛機（A320neo）交付中國南方航空。
2021年12月15日，最後一架A321-200（A320ceo）交付達美航空。

## 技術
這一系列使用的新技術包括:
- 第一款全是數位線傳飛控（fly-by-wire）飛行控制系統用於民航機
- 第一款使用側置操縱杆（side-stick，簡稱側杆）代替傳統駕駛盤和駕駛杆的民航客機。
- 只需要2名機員（波音727則需要3名）
- 全新格局的玻璃座艙，不同於混合型的空中巴士A310、波音757和波音767座艙
- 第一款大量使用複合材料作為主要結構材料的窄體客機
- 集中維護診斷系統可以讓機務人員在駕駛艙完成對整個飛機系統診斷檢測
- 第一款帶有集裝箱貨物系統的窄體飛機

所有這些特性，使A320家族比舊型號飛機更經濟。

## 型號
A320家族飛機採用通用設計，有小一點的（A319）、更小一點的（A318）、或者大一些的（A321），彼此的操作方式相同。載客量從100至220人不等。主要競爭對手是波音737、757-200和717。
從技術方面說，“A320”是單指最初的中型客機，但是經常也指代表整個320家族：A318/A319/A320/A321。 所有的型號都擁有雙發延程操作標準（ETOPS）的等級。

### A320

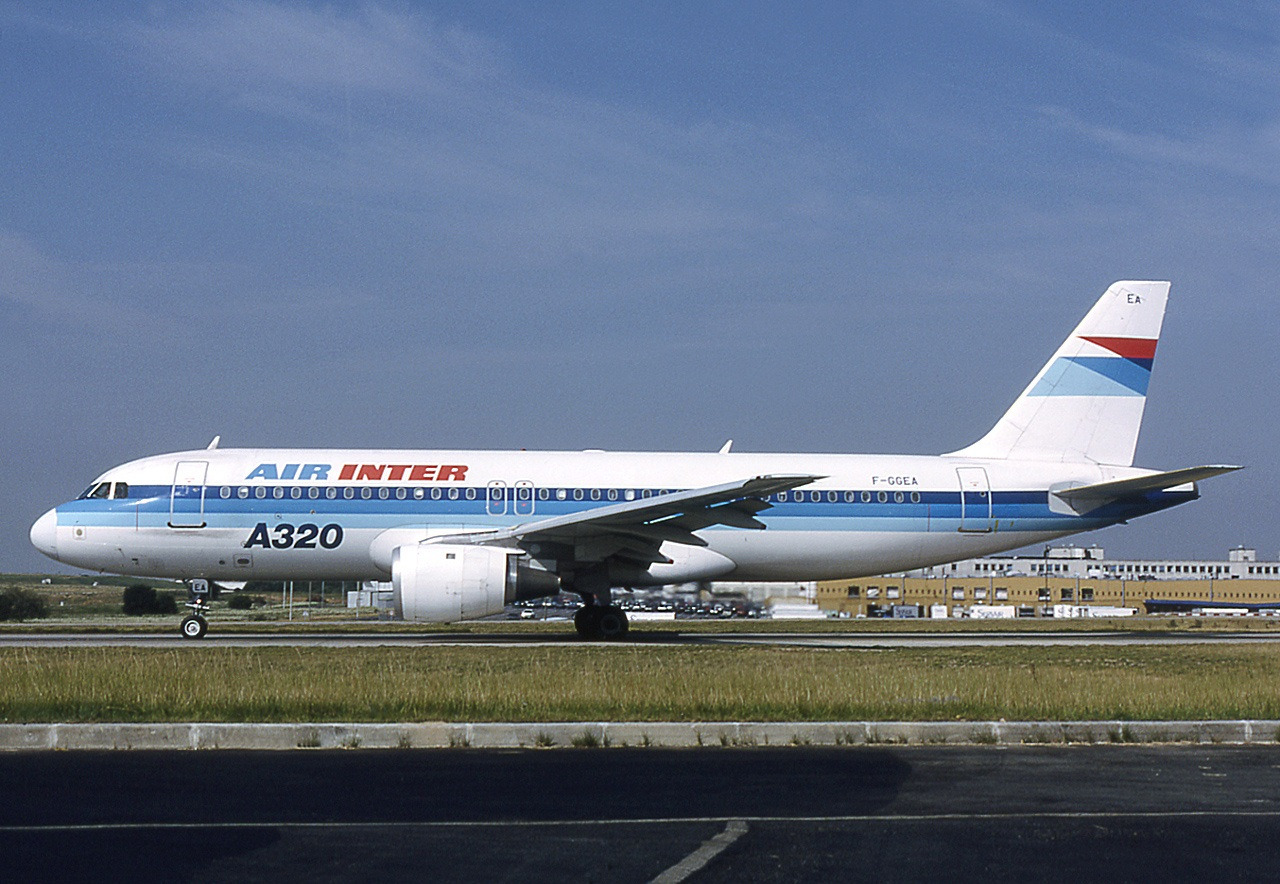
因特航空的A320-100

A320系列有兩個型號，分別是A320-100和A320-200。
A320-100產量很少，只生產了22架，最初用戶只有因特航空（後來被法國航空合併）和英國航空（英航的A320-100由英國金獅航空在結業前訂購）。
A320-200是主要型號。其特徵是翼尖上的小翼和為增加巡航距離而增大的油箱，基本上-100和-200的分別很少，兩者的載客量、機艙內部、長寬度等也是相同的。A320-200可以運載150名乘客，巡航距離約2900海里（5400公里），使用2台CFM国际的CFM56-5或国际航空发动机V2500引擎，推力25500到27000磅（113-120千牛頓力）。
截至2025年3月，4,752架A320已經交付，4架仍未交付。A320的競爭機型是波音737-800。

### A319

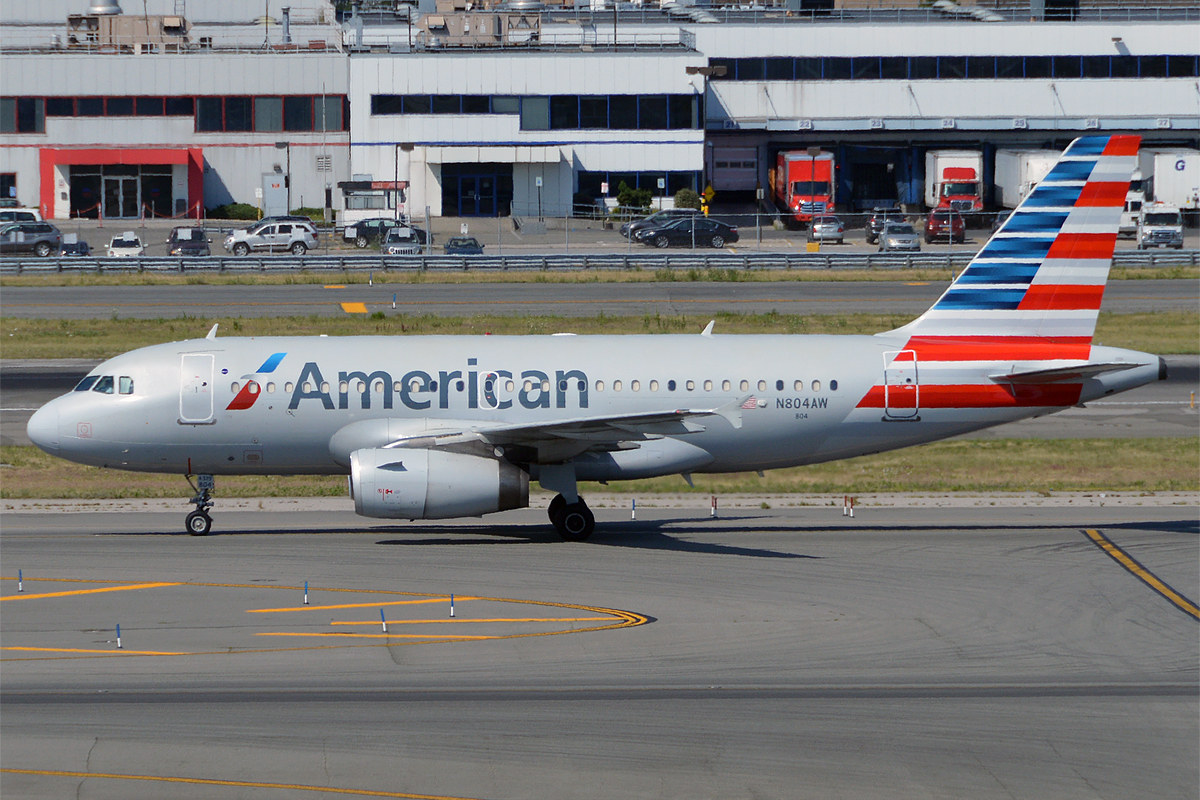
美國航空的A319；美國航空為A319的最大用戶

這是縮小的A320更改版本。由於使用與A320-200相同的燃料容積以及較低的載客量，即2等式布局情況下124名乘客，使得它的航程可以達到3900海里（7200公里），是這個系列中，航程最長的型號。在整個A320系列中，A320和A319是最經常被改裝的。在2003年，易捷航空將旗下的A319型飛機改裝了小型廚房（之前易捷航空不提供機上餐食），並將剩餘的位置採用了單一座位布局，以運載156名乘客。為符合逃生規定的要求，他們甚至在機翼上新增了逃生門，便於利用機艙的中間部分。而且，A319非常適合高高原航線（高高原的定義是海拔高於2348米或以上的機場。），而A319適合改裝做高高原性能，因此，很多中國航空公司都會購買這款飛機用作高高原航線。

### A321

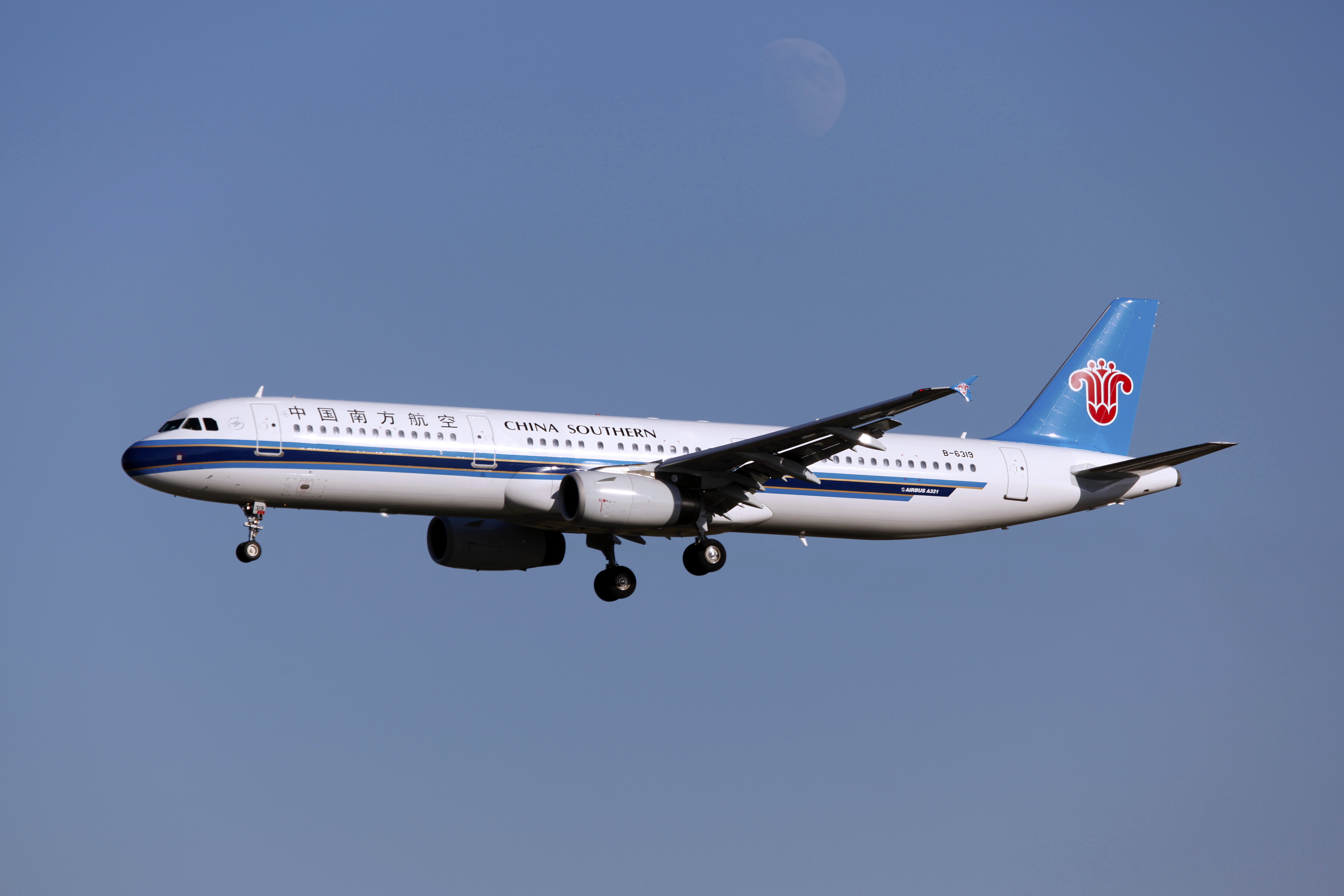
中國南方航空的A321-200客機；中國南方航空是繼美國航空後A321的第二大用戶

A320的加長型。機翼面積略為擴大，起落架被加固，使用高推力CFM56和V2500引擎。有些航空公司購買A321代替波音757，因為A321機師的資格證書是與A318、A319和A320共用的。1993年12月，FAA開始頒發系列飛機機師認證。
典型的2等式座艙可以運載185名乘客，巡航距離約2,300海里（4,300公里）。使用2台CFM56-5A或者IAE V2500引擎，最大推力31,000磅（138千牛頓力）。
A321-200增加了燃料箱容量，同樣可以運載185名乘客，但是巡航距離提高到3,000海里（5500公里）。A321-200使用2台CFM56-5或IAE V2500引擎，最大推力33,000磅（148千牛頓力）。
截至2025年3月，全部1,784架A321已經交付。A321的競爭機型是波音737-900/900ER和波音757、MC-21等。

### A318

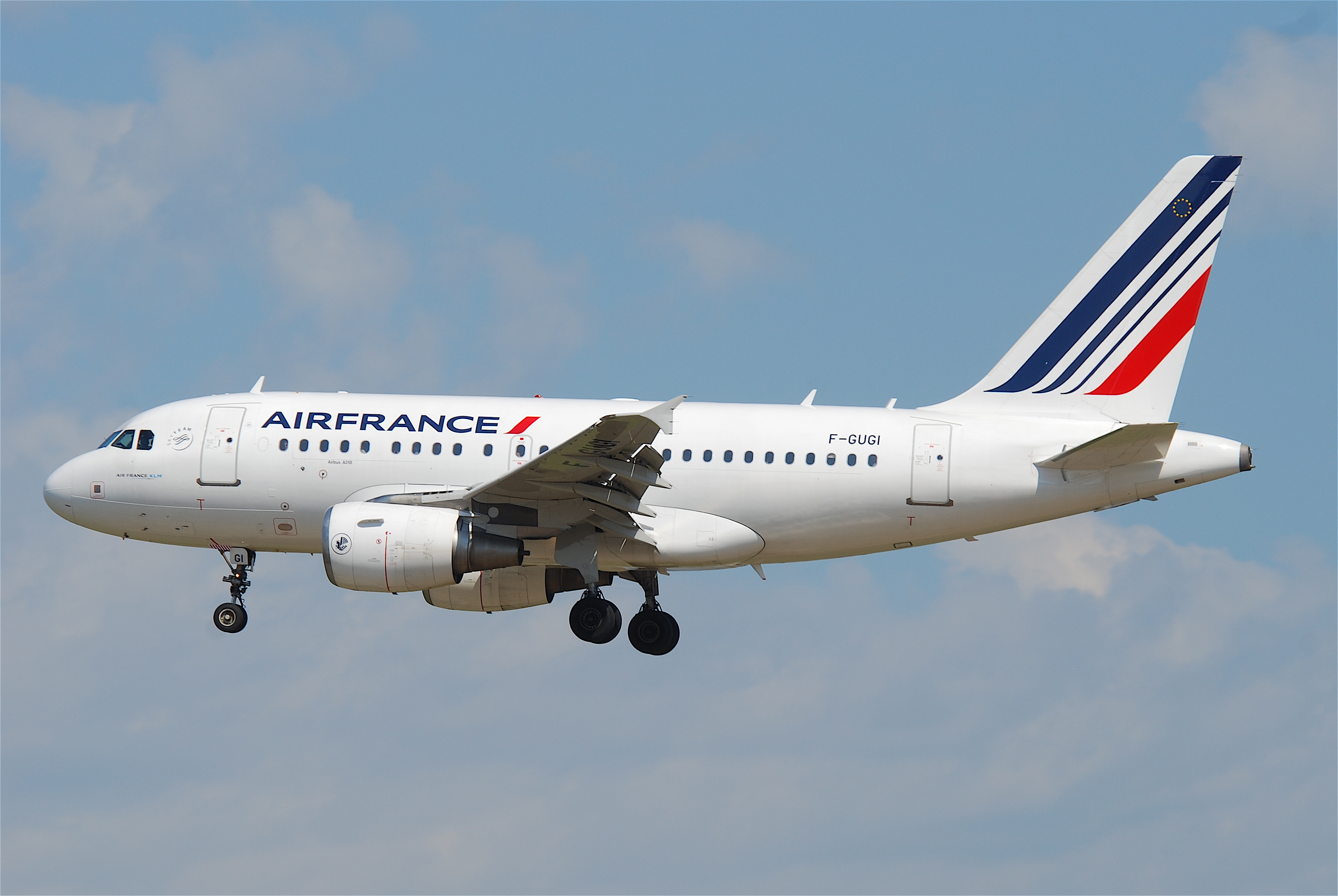
法國航空的A318；法國航空為A318的最大用戶

A318，亦稱「迷你空中巴士」，是A320家族中最小的成員。在空中巴士公司亚洲部、中國航空工業公司和新加坡科技有限公司的合作開發項目AE31X取消後宣布啟動。在開發階段時使用代號是「A319M3」，「M3」表示「減去3處機身結構」，因此便可以看出A318是由A319直接衍生出來的。這一類型比標準型短了6米，輕了14噸。凡是接受過A320型飛機訓練的機師可以不用取得額外的認證就可以駕駛A318，因為它的特性跟它的姊妹機型是大致上一樣的。

### A320neo家族
2010年，空中巴士宣佈A320ceo的新變種即A320neo，該系列包括A319neo、A320neo、A321neo，使用更新的發動機（CFM LEAP-X或普惠PW1000G），同時改裝上鯊鰭小翼。2014年9月25日首飛，目前該系列飛機在2016年投入漢莎航空使用。截至2025年6月，A319neo、A320neo、A321neo已分別有57架、4,055架及7,064架訂單，32架A319neo、2,213架A320neo及1,752架A321neo已經交付。A320neo的競爭機型是波音737 MAX。

## 性能規格
| 機型                                 | A318-100                                                                       | A319-100                                                                       | A320-200                                                                       | A321-200                                                                       |
| ------------------------------------ | ------------------------------------------------------------------------------ | ------------------------------------------------------------------------------ | ------------------------------------------------------------------------------ | ------------------------------------------------------------------------------ |
| 機師數                               | 2                                                                              | 2                                                                              | 2                                                                              | 2                                                                              |
| 座位數                               | 132（1級最大） 117（1級典型） 107（2級典型）                                   | 156（1級最大） 134（1級典型） 124（2級典型）                                   | 186（1級最大） 164（1級典型） 150（2級典型）                                   | 230（1級最大） 199（1級典型） 185（2級典型）                                   |
| 長度                                 | 31.44公尺（103呎2吋）                                                          | 33.84公尺（111呎）                                                             | 37.57公尺（123呎3吋）                                                          | 44.51公尺（146呎）                                                             |
| 翼展                                 | 35.8公尺（111呎11吋）                                                          | 35.8公尺（111呎11吋）                                                          | 35.8公尺（111呎11吋）                                                          | 35.8公尺（111呎11吋）                                                          |
| 機翼面積                             | 122.6平方公尺（1,320平方英呎）                                                 | 122.6平方公尺（1,320平方英呎）                                                 | 122.6平方公尺（1,320平方英呎）                                                 | 122.6平方公尺（1,320平方英呎）                                                 |
| 後掠翼                               | 25°                                                                            | 25°                                                                            | 25°                                                                            | 25°                                                                            |
| 高度                                 | 12.51公尺（41呎1吋）                                                           | 11.76公尺（38呎7吋）                                                           | 11.76公尺（38呎7吋）                                                           | 11.76公尺（38呎7吋）                                                           |
| 客艙寬度                             | 3.70公尺（12呎1吋）                                                            | 3.70公尺（12呎1吋）                                                            | 3.70公尺（12呎1吋）                                                            | 3.70公尺（12呎1吋）                                                            |
| 客艙長度                             | 21.38公尺（70呎2吋）                                                           | 23.78公尺（78呎）                                                              | 27.51公尺（90呎3吋）                                                           | 34.44公尺（113呎）                                                             |
| 機身寬度                             | 3.95公尺（13呎）                                                               | 3.95公尺（13呎）                                                               | 3.95公尺（13呎）                                                               | 3.95公尺（13呎）                                                               |
| 機身高度                             | 4.14公尺（13呎7吋）                                                            | 4.14公尺（13呎7吋）                                                            | 4.14公尺（13呎7吋）                                                            | 4.14公尺（13呎7吋）                                                            |
| 軸距                                 | 10.25公尺（33呎8吋）                                                           | 11.04公尺（36呎3吋）                                                           | 12.64公尺（41呎5吋）                                                           | 16.90公尺（55呎4吋）                                                           |
| 輪距                                 | 7.59公尺（24呎11吋）                                                           | 7.59公尺（24呎11吋）                                                           | 7.59公尺（24呎11吋）                                                           | 7.59公尺（24呎11吋）                                                           |
| 空重                                 | 39,500公斤（87,100磅）                                                         | 40,800公斤（89,900磅）                                                         | 42,600公斤（93,900磅）                                                         | 48,500公斤（106,900磅）                                                        |
| 最大起飛重量                         | 68,000公斤（149,900磅）                                                        | 75,500公斤（166,400磅）                                                        | 78,000公斤（172,000磅）                                                        | 93,500公斤（206,100磅）                                                        |
| 最大落地重量                         | 57,500公斤（126,800磅）                                                        | 62,500公斤（137,800磅）                                                        | 66,000公斤（145,500磅）                                                        | 77,800公斤（171,500磅）                                                        |
| 巡航速率                             | 0.78馬赫（828公里/小時、515英里/小時、447節 於 11,000公尺/36,000英呎巡航高度） | 0.78馬赫（828公里/小時、515英里/小時、447節 於 11,000公尺/36,000英呎巡航高度） | 0.78馬赫（828公里/小時、515英里/小時、447節 於 11,000公尺/36,000英呎巡航高度） | 0.78馬赫（828公里/小時、515英里/小時、447節 於 11,000公尺/36,000英呎巡航高度） |
| 最大速率                             | 0.82馬赫（871公里/小時、541英里/小時、470節 於 11,000公尺/36,000英呎巡航高度） | 0.82馬赫（871公里/小時、541英里/小時、470節 於 11,000公尺/36,000英呎巡航高度） | 0.82馬赫（871公里/小時、541英里/小時、470節 於 11,000公尺/36,000英呎巡航高度） | 0.82馬赫（871公里/小時、541英里/小時、470節 於 11,000公尺/36,000英呎巡航高度） |
| 起飛所需跑道長度（於最大起飛重量時） | 1,828公尺（5,997呎）                                                           | 2,164公尺（7,100呎）                                                           | 2,090公尺（6,860呎）                                                           | 2,560公尺（8,400呎）                                                           |
| 滿載航距                             | 5,950公里（3,200海里）                                                         | 6,950公里（3,750海里）                                                         | 6,200公里（3,350海里）                                                         | 5,950公里（3,200海里）                                                         |
| 最大燃油容量                         | 24,210升（6,400美國加侖）                                                      | 30,190升（7,975美國加侖）                                                      | 27,200升（7,185美國加侖）                                                      | 30,030升（7,935美國加侖）                                                      |
| 實用升限                             | 12,000公尺（39,000呎）                                                         | 12,000公尺（39,000呎）                                                         | 12,000公尺（39,000呎）                                                         | 12,000公尺（39,000呎）                                                         |
| 發動機（x2）                         | CFM International CFM56-5B                                                     | CFM International CFM56-5B                                                     | CFM International CFM56-5B                                                     | CFM International CFM56-5B                                                     |
| 發動機（x2）                         | 普惠（Pratt & Whitney）PW6000A                                                 | International Aero Engines IAE V2500-A5                                        | International Aero Engines IAE V2500-A5                                        | International Aero Engines IAE V2500-A5                                        |
| 發動機推力（x2）                     | 98至107千牛頓（22,000至24,000磅）                                              | 120/98千牛頓（27,000/22,000磅）                                                | 120/98千牛頓（27,000/22,000磅）                                                | 148/120千牛頓（33,000/27,000磅）                                               |

資料來源：Airbus.

### 可选发动机
空中巴士A320系列共有三款引擎選擇。A319、A320及A321可使用CFM56或IAE V2500；A318可使用CFM56或PW6000。

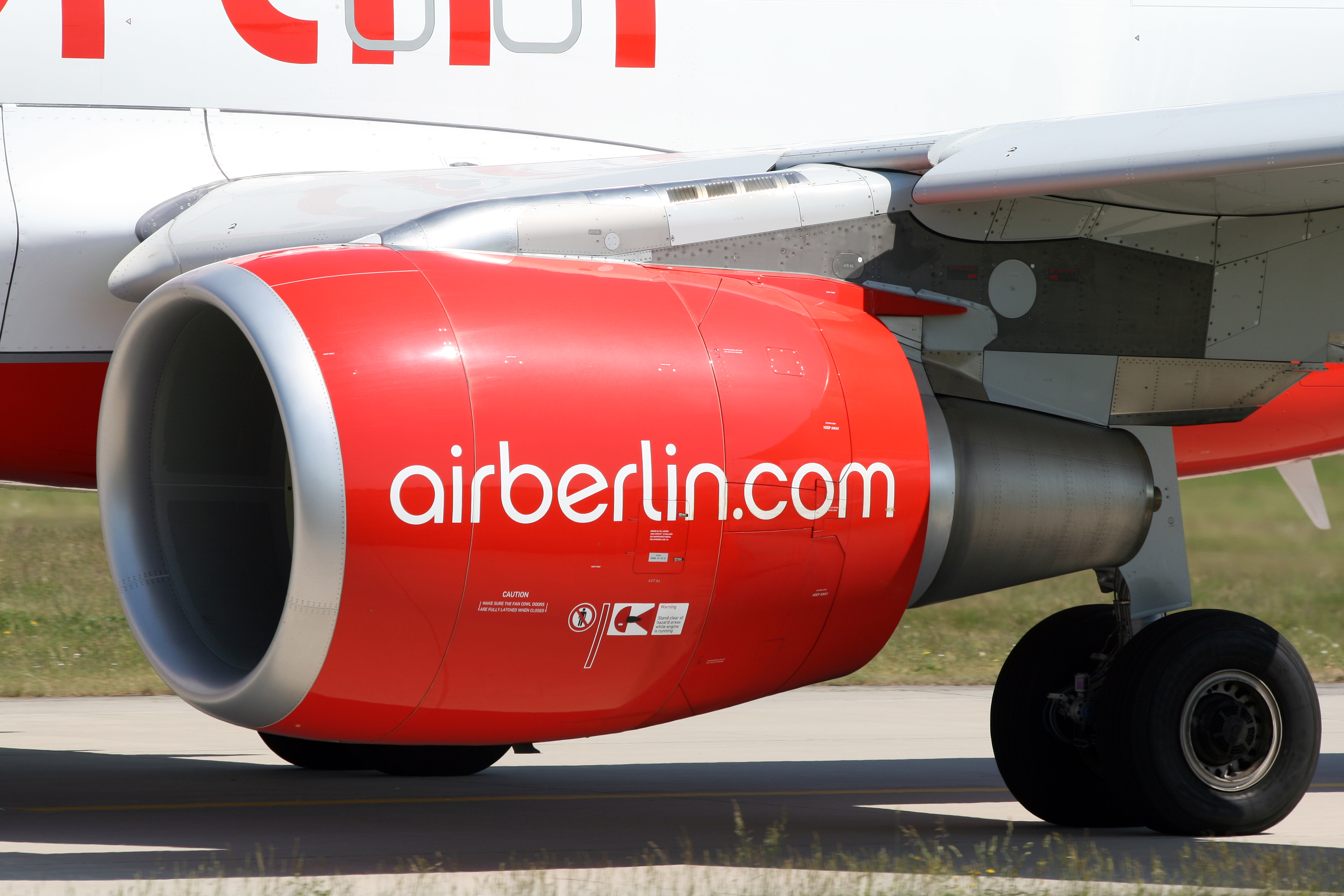
CFM56適用於所有型號
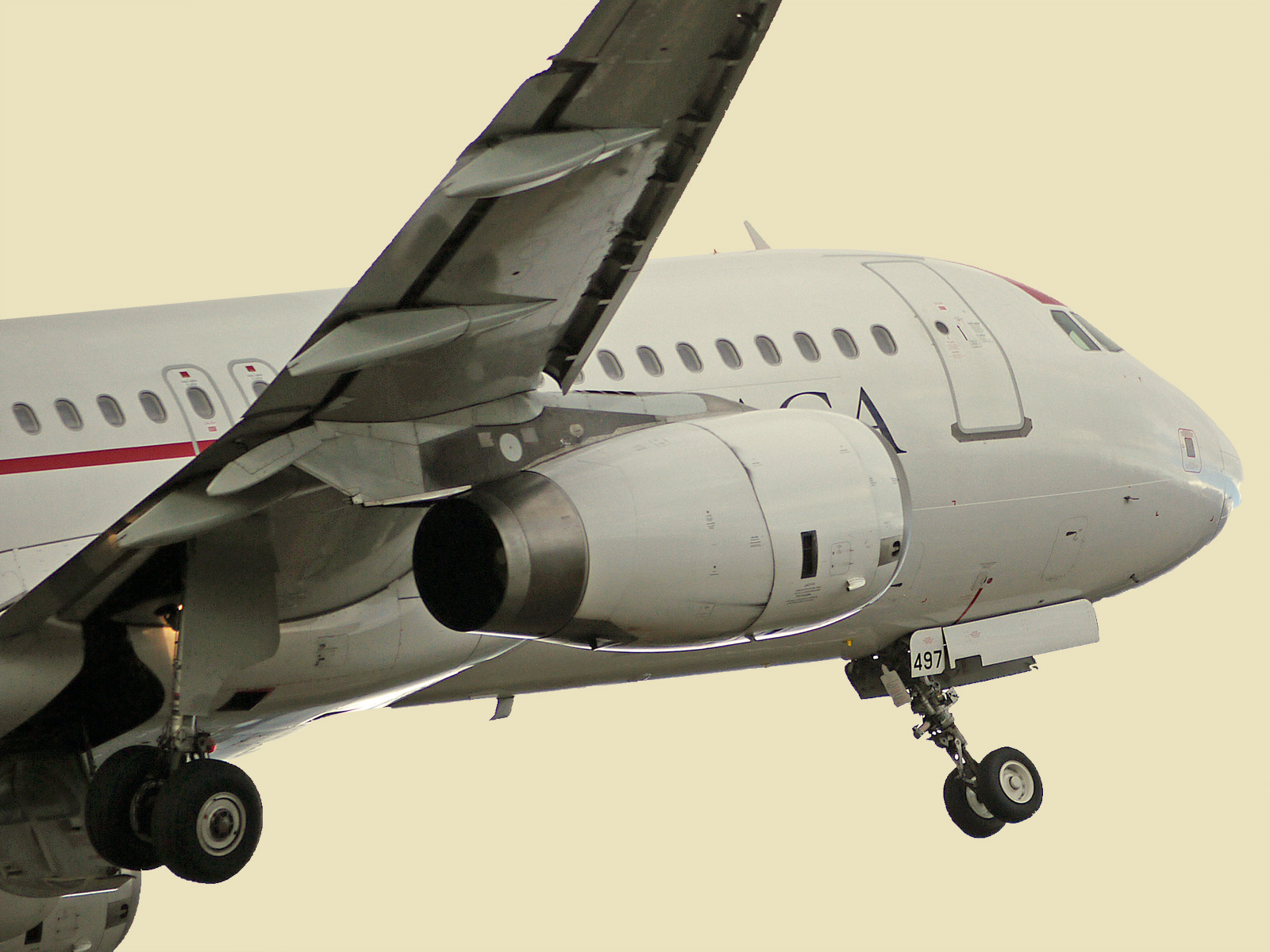
IAE V2500適用於A319, A320, A321
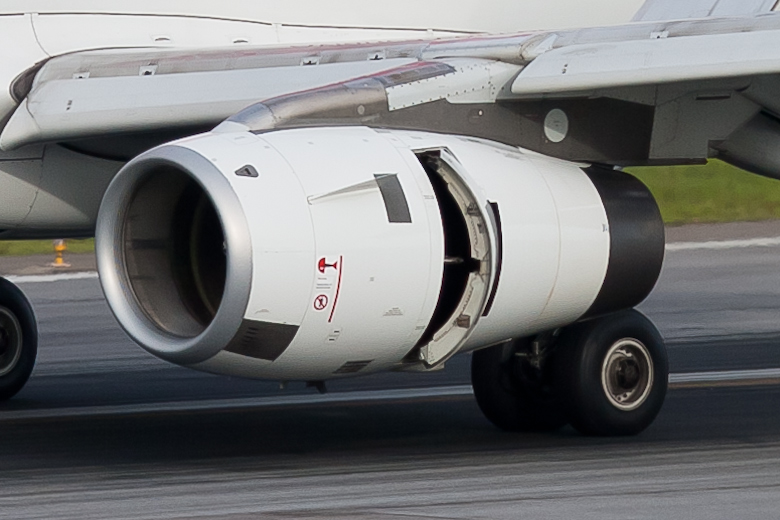
PW6000只適用於A318

| 飞机型号 | 首飞日期 | 发动机                   |
| -------- | -------- | ------------------------ |
| A318-111 | 2003     | CFM56-5B8/P              |
| A318-112 | 2003     | CFM56-5B9/P              |
| A318-121 | 2007     | PW6122A                  |
| A318-122 | 2007     | PW6124A                  |
| A319-111 | 1996     | CFM56-5B5或5B5/P         |
| A319-112 | 1997     | CFM56-5B6、5B6/P或5B6/2P |
| A319-113 | 1997     | CFM56-5A4或5A4/F         |
| A319-114 | 1997     | CFM56-5A5或5A5/F         |
| A319-115 | 2002     | CFM56-5B7或5B7/P         |
| A319-131 | 1997     | IAE V2522-A5             |
| A319-132 | 1997     | IAE V2524-A5             |
| A319-133 | 2002     | IAE V2527M-A5            |
| A320-111 | 1988     | CFM56-5A1或5A1/F         |
| A320-211 | 1988     | CFM56-5A1或5A1/F         |
| A320-212 | 1990     | CFM56-5A3                |
| A320-214 | 1996     | CFM56-5B4、5B4/P或5B4/2P |
| A320-216 | 2005     | CFM56-5B6                |
| A320-231 | 1989     | IAE V2500-A1             |
| A320-232 | 1993     | IAE V2527-A5             |
| A320-233 | 1995     | IAE V2527E-A5            |
| A321-111 | 1995     | CFM56-5B1、5B1/P或5B1/2P |
| A321-112 | 1995     | CFM56-5B2或5B2/P         |
| A321-131 | 1995     | IAE V2530-A5             |
| A321-211 | 1997     | CFM56-5B3、5B3/P或5B3/2P |
| A321-212 | 2005     | CFM56-5B1、5B1/P或5B1/2P |
| A321-213 | 2005     | CFM56-5B2、5B2/P         |
| A321-231 | 1997     | IAE V2533-A5             |
| A321-232 | 2005     | IAE V2530-A5             |

## 訂單與交付數
| A318          | 80       | –       | 80       | –     | –     | –     | –     | –     | –     | –     | –     | –     | 1     |
| A319          | 1,486    | 2       | 1,484    | –     | –     | –     | –     | 2     | 3     | 4     | 8     | 10    | 4     |
| A320          | 4,756    | 4       | 4,752    | –     | –     | –     | –     | –     | 3     | 49    | 133   | 184   | 251   |
| A321          | 1,784    | –       | 1,784    | –     | –     | –     | –     | 22    | 9     | 38    | 99    | 183   | 222   |
| -- A320ceo -- | 8,106    | 6       | 8,100    | –     | –     | –     | –     | 24    | 15    | 91    | 240   | 377   | 477   |
| A319neo       | 57       | 25      | 32       | 6     | 9     | 7     | 6     | 2     | –     | 2     | –     | –     | –     |
| A320neo       | 4,055    | 1,842   | 2,213    | 83    | 232   | 247   | 246   | 258   | 253   | 381   | 284   | 161   | 68    |
| A321neo       | 7,064    | 5,312   | 1,752    | 143   | 361   | 317   | 264   | 199   | 178   | 168   | 102   | 20    | –     |
| -- A320neo -- | 11,176   | 7,179   | 3,997    | 232   | 602   | 571   | 516   | 459   | 431   | 551   | 386   | 181   | 68    |
| (A320系列)    | (19,282) | (7,185) | (12,097) | (232) | (602) | (571) | (516) | (483) | (446) | (642) | (626) | (558) | (545) |

| A318          | –     | 1     | 2     | 2     | 2     | 6     | 13    | –     | 17    | 8     | 9     | 10    | 9     | –     | –     | –     |
| A319          | 24    | 34    | 38    | 38    | 47    | 51    | 88    | 98    | 105   | 137   | 142   | 87    | 72    | 85    | 89    | 112   |
| A320          | 282   | 306   | 352   | 332   | 306   | 297   | 221   | 209   | 194   | 164   | 121   | 101   | 119   | 116   | 119   | 101   |
| A321          | 184   | 150   | 102   | 83    | 66    | 51    | 87    | 66    | 51    | 30    | 17    | 35    | 33    | 35    | 49    | 28    |
| -- A320ceo -- | 490   | 491   | 493   | 455   | 421   | 401   | 402   | 386   | 367   | 339   | 289   | 233   | 233   | 236   | 257   | 241   |
| -- A320neo -- | –     | –     | –     | –     | –     | –     | –     | –     | –     | –     | –     | –     | –     | –     | –     | –     |
| (A320系列)    | (490) | (491) | (493) | (455) | (421) | (401) | (402) | (386) | (367) | (339) | (289) | (233) | (233) | (236) | (257) | (241) |

| A318          | –     | –     | –     | –    | –    | –    | –    | –     | –     | –    | –    | –    |
| A319          | 88    | 53    | 47    | 18   | –    | –    | –    | –     | –     | –    | –    | –    |
| A320          | 101   | 80    | 58    | 38   | 34   | 48   | 71   | 111   | 119   | 58   | 58   | 16   |
| A321          | 33    | 35    | 22    | 16   | 22   | 16   | –    | –     | –     | –    | –    | –    |
| -- A320ceo -- | 222   | 168   | 127   | 72   | 56   | 64   | 71   | 111   | 119   | 58   | 58   | 16   |
| -- A320neo -- | –     | –     | –     | –    | –    | –    | –    | –     | –     | –    | –    | –    |
| (A320系列)    | (222) | (168) | (127) | (72) | (56) | (64) | (71) | (111) | (119) | (58) | (58) | (16) |

數據截至2025年6月30日

## 競爭

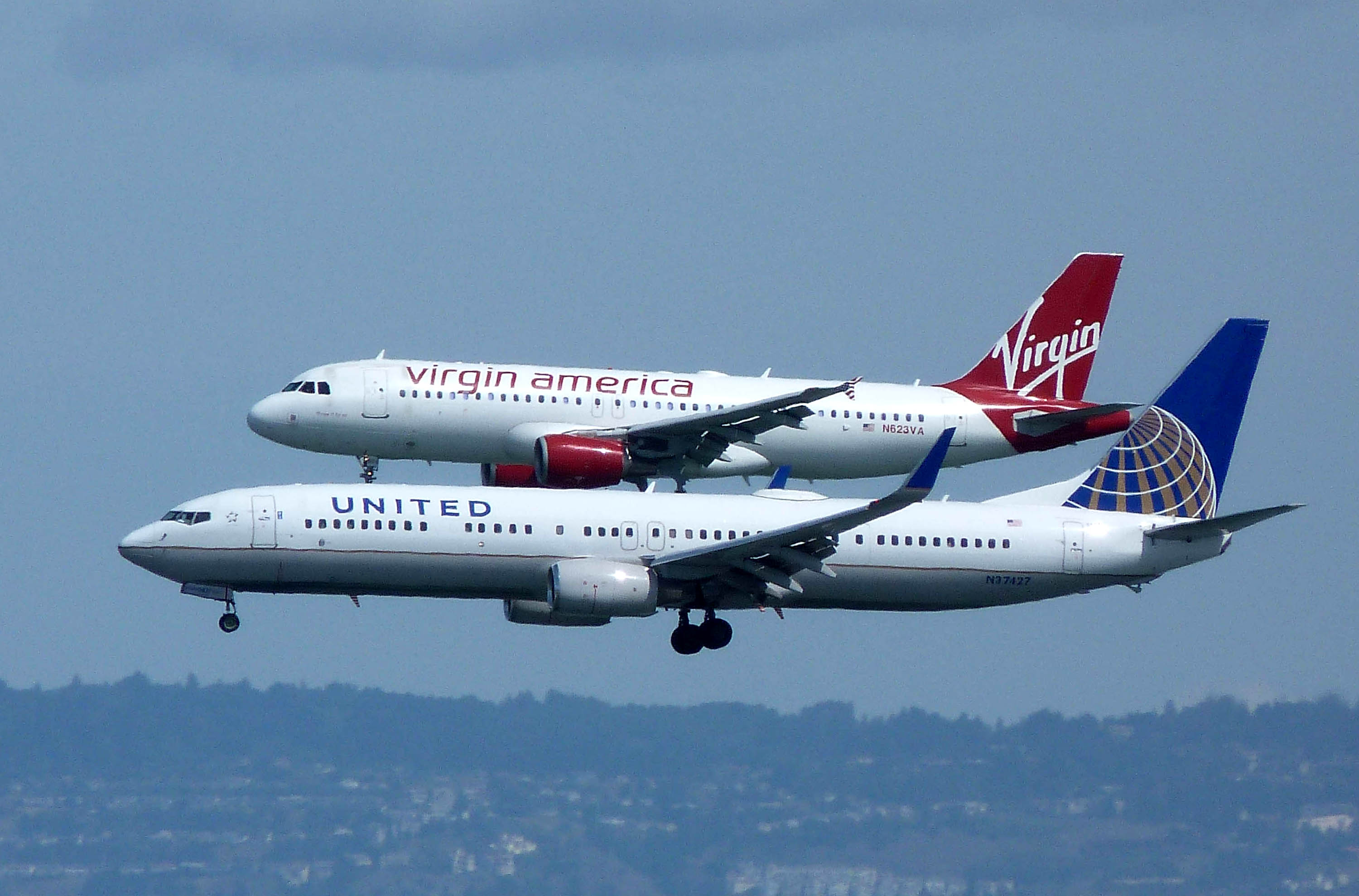
A320-200(後方)與737-900ER(前方)

A320系列研發時的競爭對手是波音737經典型（-300/400/500）和麥道MD-80/MD-90。其後，也面對新推出的737新世代（-600/700/800/900）和717客機。
截至2025年6月，A320共交付了12,097架，737則交付了11,982架。
737客機在1967年末首次交付，A320則在1988年3月推出，兩者相差近20年，因此空中巴士過去花了很長時間追趕對手。由於主要對手波音737 MAX的研發工作較遲開始，讓空中巴士320neo爭取了較多訂單。737 MAX其後更發生兩宗空難而停飛，數間航空公司取消訂單。2019年11月，A320的訂單數目超越了737，成為歷史上最暢銷的商用客機。
- 空中巴士A320系列[19]
- 波音737系列[20]

截至2021年4月30日止。

## 事故
2008年，空中巴士公司表示，A320系列曾經發生過50宗駕駛艙的電力中斷事故。2009年，歐洲航空安全局要求航空公司在4年內為民航飛機額外安裝自動電源切換裝置以解決此問題；美國聯邦航空管理局亦於2010年向美國航空公司發出同樣指令。
至2016年3月，A320系列共有事故63宗，共造成1176人死亡；劫機事件6宗，造成151人死亡。
- 1988年6月26日，法國航空296號班機在航展飞行时坠毁，3人遇难。
- 1992年1月20日，因特航空148號班機在降落时坠毁，87人遇难。
- 2000年8月23日，海灣航空72號班機降落时坠毁在波斯湾，机上148人不幸罹难。
- 2005年9月21日，捷藍航空292號班機，一架原定由洛杉磯飛往紐約的客機，起飛後發現前起落架不但不能收回，並且與正常方向成90度扭轉。機長最後決定盘旋耗盡燃料後緊急降落洛杉磯國際機場。除飛機鼻輪損毀，人機安全。
- 2006年5月3日，亞美尼亞航空967號班機於降落索契國際機場時墜毀，機上共113人全部罹難。
- 2007年7月17日，巴西天馬航空3054號班機於大雨中降落孔戈尼亞斯國際機場時衝出跑道並撞向一旁的辦公大樓與加油站，導致機上187人與地面12人共199人罹難。
- 2008年11月27日，德國特大航空888T號班機於測試時墜入地中海，導致機上7人全數罹難。
- 2009年1月15日 ,  全美航空1549號班機事故 ,  由紐約市拉瓜迪亞機場起飛起飛爬升過程中遭加拿大黑雁撞擊,該航班於升空6分鐘後緊急迫降於曼哈頓中城哈德遜河河面，機上共155人全數生還。
- 2010年7月28日，藍色航空202號班機，從土耳其起飛經停巴基斯坦南部城市喀拉蚩，然後再飛往首都伊斯蘭馬巴德。在距離機場僅一公里航程時飛機撞山爆炸失事，起火燃燒，機上146名乘客及6名機組人員全部遇難。經初步調查後認為是大雨和濃霧導致飛機墜毀，亦有人認為是飛機偏離航線而墜毀。[27]
- 2014年12月28日，印尼亞洲航空8501號班機，由印尼泗水飛往新加坡，飛行途中於印尼海域墜毀，機上162人全部罹難。[28]
- 2015年3月24日，德國之翼9525號班機，由西班牙巴塞隆納飛往德國杜塞道夫，飛行途中副駕駛企圖自殺，於法國阿爾卑斯山上墜毀，機上150人全部罹難。
- 2015年4月14日，韓亞航空162號班機，由韓國仁川飛往日本廣島，於降落時因進場高度太低撞上跑道前端仪表着陆系统的天线，無人死亡，27人受傷，其中1人重傷。
- 2015年10月31日，俄罗斯科加雷姆航空9268号班机，由埃及沙姆沙伊赫飞往俄罗斯圣彼得堡途中，因为恐怖袭击于西奈半岛坠毁，機上224人全部罹難。
- 2016年5月19日，埃及航空804號班機，由法國巴黎飛往埃及開羅途中墜毀於地中海，機上66人全部罹難。
- 2017年7月7日，加拿大航空759號班機，由加拿大多倫多皮爾遜國際機場飛往美國三藩市國際機場，在降落時對準了錯誤的跑道（在維修的跑道），滑行道上面還有四架飛機正在等待起飛，機師及時發現並迅速拉起機頭，避免了撞上四架飛機。
- 2018年5月14日，四川航空8633號班機，由重庆江北国际机场飞往拉萨贡嘎国际机场途中驾驶舱挡风玻璃破裂，机组紧急备降在成都双流国际机场。
- 2020年5月22日，巴基斯坦國際航空8303號班機，由巴基斯坦拉合爾飛往卡拉奇途中在卡拉奇真納國際機場降落前墜毀，97人死亡，2人生還。[29]
- 2022年5月12日08:09分，西藏航空一架A319，注册号B-6425，執行TV9833重慶—林芝航班，機上113名旅客，9名機組人員，在重慶江北機場起飛過程中機組發現飛機異常中斷起飛，飛機偏出跑道。所有旅客和機組全部安全撤離，36人受傷，受傷旅客均為輕傷，送往醫院治療，飛機起火受損。[30][31]
- 2025年1月28日， 釜山航空一架A321-200在，註冊號HL7763，準備由韓國首爾金浦機場，飛往香港國際機場，機尾輔助動力單元位置起火並蔓延至機身，176人內四人受傷。[32]

## 相關機型
- A320neo

### 空中客车产品线
- A220 -A300 - A310 - A320 - A330 - A340 - A350 - A380 - A400M

### 類似機型
- 波音737
- 麥道MD-90
- 中國商飛C919
- 伊爾庫特MC-21
- 空中客车A220